# Siphonops annulatus
Siphonops annulatus é uma espécie de anfíbio gimnofiono da família Siphonopidae.
Está presente em grande parte da América do Sul: Argentina, Bolívia, Brasil, Colômbia, Equador, Guiana Francesa, Guiana, Paraguai, Peru, Suriname e Venezuela.[carece de fontes?]
O seu habitat inclui florestas tropical ou subtropical húmidas de planícies, savana, maquis, pastagens, plantações e jardins rurais. Não há ameaças significativas para a conservação desta espécie.
No Brasil habitam as plantações de cacau. Alimentam-se de invertebrados que vivem sob o solo. A pele produz um muco tóxico que as protege dos predadores.

## Toxicidade
Segundo uma pesquisa feita por Elisabeth N. Ferroni Schwartz, Carlos A. Schwartz e Antônio Sebben no Instituto de Ciências Biológicas de Brasília, a S. annulatus possui glândulas cutâneas de veneno localizadas na região labial. No entanto, não possuem nenhum tipo de estrutura especializada para a inoculação como as serpentes. Por outro lado, essa secreção cobre a superfície dos dentes durante a predação, sugerindo que as glândulas de veneno sejam comprimidas durante mordidas prolongadas, transmitindo o veneno para a presa através da mordida.